# Abiy Ahmed

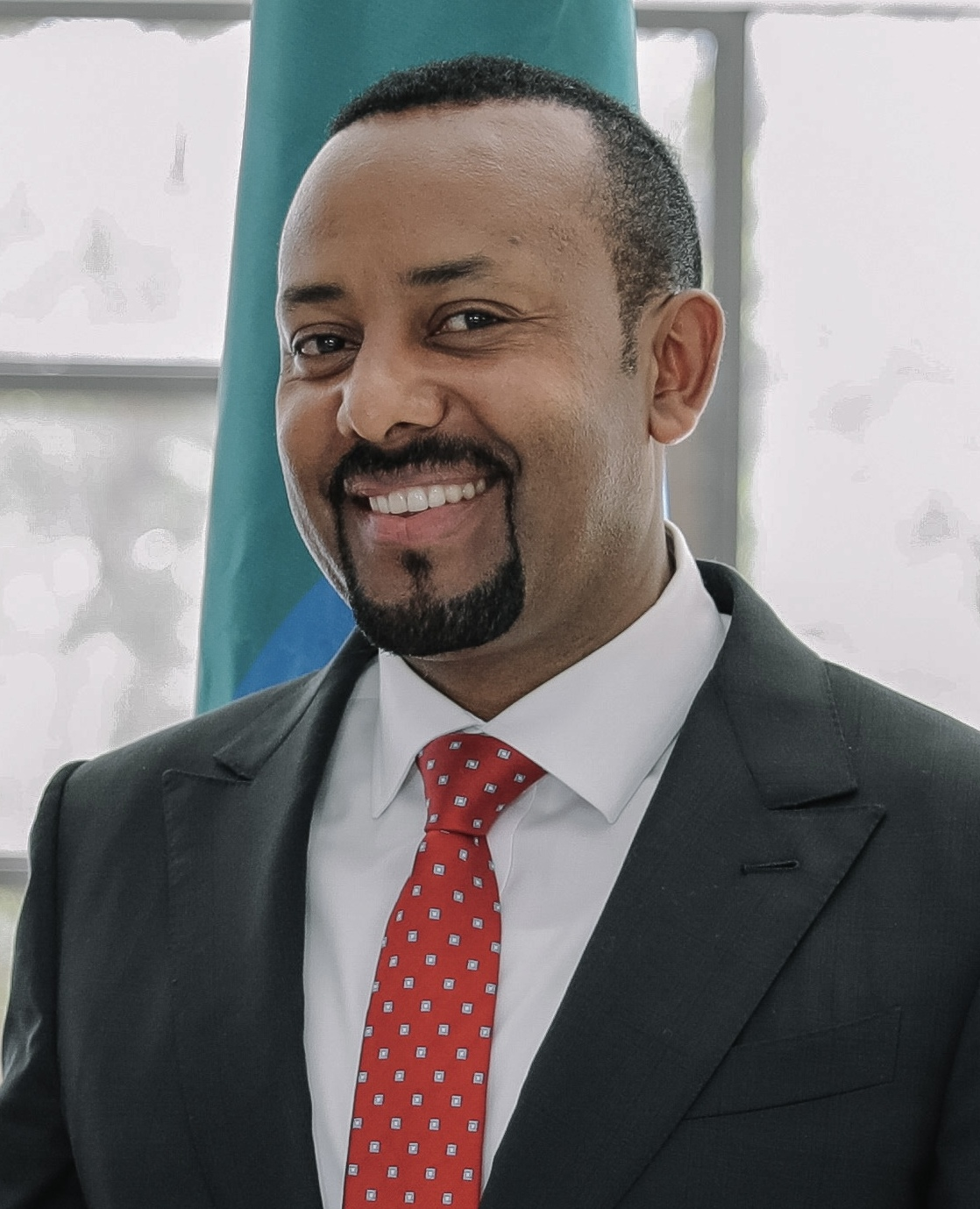
Abiy Ahmed (2018)

Abiy Ahmed Ali (amharisch አብይ አህመድ አሊ, Oromo Abiyyi Ahimad Alii; * 15. August 1976 in Beshasha, Kaffa) ist ein äthiopischer Politiker. Seit dem 2. April 2018 ist er Ministerpräsident seines Landes. Er ist Vorsitzender der regierenden Parteienkoalition Wohlstandspartei (PP) bzw. der Demokratischen Organisation des Oromovolkes (OPDO).
2019 wurde ihm insbesondere für seine Aussöhnungspolitik mit dem nördlichen Nachbarland Eritrea der Friedensnobelpreis zuerkannt. Im November 2020 eskalierte jedoch der politische Konflikt der Zentralregierung mit der Regionalregierung der nördlichen Region Tigray und es entwickelte sich innerhalb weniger Tage ein mutmaßlich von beiden Seiten brutal geführter Bürgerkrieg in Tigray, in deren Verlauf auch die von Ahmed befehligten äthiopischen Streitkräfte sowie deren Verbündete Massaker und anderweitige Gräuel an der Bevölkerung begingen. Ahmed verschärfte die humanitäre Not in Tigray zum einen durch eine Blockade von Hilfslieferungen ziviler Organisationen an die – auch unter einer Hungersnot leidenden – Bevölkerung, als auch durch die systematische Zerstörung von Infrastruktur in der Region. Im Oktober 2021 wurde Abiy Ahmed offiziell für eine zweite Amtszeit von 5 Jahren vereidigt.

## Leben

### Herkunft und Familie
Abiy Ahmed entstammt der vierten Ehe seines muslimischen Vaters Ahmed Ali, der zu den Oromo gehört, mit Tezeta Wolde, einer aus dem Volk der Amhara stammenden konvertierten äthiopisch-orthodoxen Christin. Aus der Verbindung seiner Eltern gingen fünf weitere Kinder hervor. Darüber hinaus hat Abiy väterlicherseits sieben weitere Halbgeschwister. Über seine Religionszugehörigkeit gibt es widersprüchliche Angaben. Er wird als Muslim, Christ, Protestant bzw. Pfingstler bezeichnet. Nach Auskunft von Asfa-Wossen Asserate hat sich Abiy der pfingstkirchlichen „Ethiopian Full Gospel Believers‘ Church (Äthiopische Gläubigenkirche des vollen Evangeliums)“ angeschlossen. Der Kerngedanke dieser Kirche ist, dass sich durch Gottesfürchtigkeit materieller Wohlstand einstellen werde. Sein häufig in Anlehnung an den Sturz des äthiopischen Kaisers Haile Selassie vergebener Kindername leitet sich von dem Wort „Abiyot“ ab, das „Revolution“ bedeutet. Bei mehreren Auftritten als Ministerpräsident erzählte Abiy, dass ihm seine christlich-orthodoxe Mutter in Kindestagen prophezeit habe, wie er zum siebten König Äthiopiens aufsteigen werde.
Abiy ist mit Zinash Tayachew verheiratet. Das Paar hatte sich beim äthiopischen Militär kennengelernt. Aus der Verbindung gingen drei Töchter hervor. Abiy spricht Oromo, Amharisch, Tigrinya sowie fließend Englisch.

### Kindheit, Ausbildung und militärische Laufbahn
Abiy wuchs in seinem Geburtsort Beshasha auf, wo er die Grundschule besuchte und seine Familie hohes Ansehen genossen haben soll. Er besuchte die Sekundarschule in der nahe gelegenen Stadt Agaro. Sein Vater wurde unter der Herrschaft der Derg inhaftiert. Abiys Jugend soll stark vom Sturz des Staatschefs Mengistu Haile Mariam im Mai 1991 geprägt worden sein. Beim folgenden Aufstand wurde sein ältester Bruder getötet. Abiy schloss sich mit 15 Jahren der politischen Fraktion Demokratischen Organisation des Oromovolkes (OPDO) an, die sich innerhalb der Revolutionären Demokratischen Front der Äthiopischen Völker (EPDRF) für die Belange des Oromo-Volks einsetzt. 1993 trat er der äthiopischen Armee bei, wo er eine technische Ausbildung erhielt und in Fernmeldeeinheiten eingesetzt wurde. Abiy diente 1995 als Teil einer UN-Friedensmission in Ruanda sowie im äthiopisch-eritreischen Grenzkrieg (1998–2000) und soll in die Offiziersränge aufgestiegen sein. Ab den 2000er-Jahren machte er sich in seiner Heimatregion einen Namen als Vermittler zwischen Christen und Muslimen. Während seiner Zeit beim Militär absolvierte Abiy erfolgreich ein Bachelor-Studium in Computer- und Kommunikationstechnik (2001) sowie ein Aufbaustudium in Kryptographie im südafrikanischen Pretoria (2005).
Darüber hinaus schloss Abiy 2011 erfolgreich ein Masterstudium in „Transformational Leadership“ an der Londoner University of Greenwich ab. In Äthiopiens Hauptstadt Addis Abeba erwarb er 2013 einen Master of Business Administration am Leadstar College of Management and Leadership, dem 2017 an der dortigen Universität der wissenschaftliche Doktorgrad (Ph.D.) für eine regionale Fallstudie über die Lösung interreligiöser Konflikte in seiner Heimatregion folgte. Auf Basis seiner Doktorarbeit Social Capital and its Role in Traditional Conflict Resolution in Ethiopia: The Case of Inter-Religious Conflict in Jimma Zone State am Institute for Peace and Security Studies veröffentlichte Abiy im August 2017 im Horn Of Africa Bulletin den Artikel Countering Violent Extremism through Social Capital: Anecdote from Jimma, Ethiopia.

### Plagiatsvorwürfe gegen seine Doktorarbeit
Im April 2023 veröffentlichten Wissenschaftler der **World Peace Foundation** (Tufts University) zusammen mit Kollegen aus Äthiopien eine Analyse der 2017 eingereichten Doktorarbeit von Abiy Ahmed an der Addis‑Abeba-Universität.
Dabei ergab eine Turnitin-Prüfung des zweiten Kapitels, des Literaturüberblicks, eine Übereinstimmung von 62 %, wobei auf **allen 41 Seiten** Kopien aus anderen Quellen ohne angemessene Zitation gefunden wurden.
Als Folge forderten die Autoren eine **Neubewertung oder den Entzug des Doktorgrades**, zumal die Universität bereits 2019 einen Masterabschluss wegen Plagiats zurückgezogen hatte und eine klare Anti-Plagiatsrichtlinie eingeführt hatte.
Bis heute liegt keine öffentliche Stellungnahme seitens der Addis‑Abeba-Universität oder von Abiy Ahmed selbst zu diesen Vorwürfen vor, und es ist unklar, ob eine unabhängige Prüfung der Dissertation initiiert wurde.

### Politische Laufbahn

#### Direktor der INSA und Wechsel in die Politik
Zwischen 2007 und 2010 fungierte Abiy als stellvertretender Direktor der Information Network Security Agency (INSA), an deren Aufbau er beteiligt war. Die Behörde überwacht die gesamte Telekommunikation Äthiopiens und wurde von Journalisten als Instrument der Regierung zur Unterdrückung oppositioneller Kräfte bewertet. Bei den Parlamentswahlen 2010 errang Abiy ein Abgeordnetenmandat für die OPDO im Unterhaus, während sich die EPRDF fast alle Parlamentssitze sichern konnte; fünf Jahre später gelang ihm die Wiederwahl. Während es in Äthiopien zu gewaltsamen Auseinandersetzungen zwischen den beiden größten Volksgruppen Oromo und Amharen kam, bekleidete Abiy ab 2015 für ein Jahr das Amt des Wissenschaftsministers unter Ministerpräsident Hailemariam Desalegn. Nach seinem Rücktritt kümmerte sich der als junger Modernisierer gepriesene Abiy in verschiedenen Positionen um die regionale Entwicklung seiner Heimatregion und stieg 2017 zum Generalsekretär der OPDO auf. Auch arbeitete er politisch mit der National-Demokratischen Bewegung der Amharen (ANDM) zusammen.

#### Aufstieg zum Ministerpräsidenten
Aufgrund der jahrelangen landesweiten Proteste gab Ministerpräsident Hailemariam Desalegn im Februar 2018 seinen Rücktritt bekannt. Abiy wurde in der Folge Parteivorsitzender der OPDO, nachdem sein populärer, aber aus formalen Gründen nicht in Frage kommender Vorgänger Lemma Megersa den Posten an ihn abgetreten hatte. Am 27. März 2018 wurde Abiy in geheimer Wahl zum neuen EPRDF-Vorsitzenden gewählt. Sechs Tage später, am 2. April, gewann er als erster Oromo die Wahl zum Ministerpräsidenten. Abiy löste 8 der 28 Ministerien auf und besetzte die Hälfte der Ressorts mit Frauen, darunter das Ministerium für Verteidigung (Ministerin: Aisha Mohammed), für Handel, Verkehr und strategische Planung sowie das für Polizei und Geheimdienst zuständige „Friedensministerium“.

#### Erste Amtszeit
Obwohl Skeptiker Abiys Arbeit bei der INSA hervorhoben und ihn als tragende Figur des bestehenden Systems sahen, leitete er einen raschen Reformkurs ein, der selbst seine Kritiker überraschte. Bis Anfang Juni 2018 hob er den Ausnahmezustand im Land auf, entließ politische Gefangene und setzte sich für die Öffnung staatlicher Firmen ein. Auch kündigte Abiys Regierung an, den Beschluss einer von den Vereinten Nationen unterstützten internationalen Schiedskommission über den Grenzverlauf von Äthiopien und Eritrea aus dem Jahr 2002 „vollständig“ umzusetzen und sich aus den umstrittenen Gebieten zurückzuziehen.
Am 23. Juni 2018 entging er bei einer Kundgebung in Addis Abeba einem Anschlag mit einer Granate, bei dem mindestens zwei Menschen getötet und 156 weitere verletzt wurden. Abiy ließ sich aber von dem nach eigenen Angaben „gut orchestrierten Anschlag“ in seinen Reformvorhaben nicht aufhalten. Anfang Juli 2018 teilte er nach einem Treffen mit dem eritreischen Präsidenten Isayas Afewerki in Asmara mit, dass nach jahrzehntelanger Feindseligkeit die Wiederaufnahme der diplomatischen Beziehungen zwischen Äthiopien und Eritrea vereinbart wurde. So sei geplant, Botschaften und Grenzen wieder zu öffnen sowie Flugverbindungen wiedereinzurichten und Häfen zugänglich zu machen. Bei der Ankunft von Abiy in Asmara war es zu einer symbolträchtigen Umarmung zwischen den beiden Politikern gekommen – eine Geste, die kurz zuvor noch als undenkbar gegolten hatte.
Im Oktober 2018 fiel er beinahe einem Komplott aus Reihen des Militärs zum Opfer. Abiy entließ daraufhin wichtige Funktionäre des Militärs, darunter den Generalstabschef. In der Bevölkerung wird er von breiten Teilen unterstützt.
2019 wurde Abiy „für seine Bemühungen um Frieden und internationale Zusammenarbeit und insbesondere für seine entschlossene Initiative zur Lösung des Grenzkonflikts mit dem benachbarten Eritrea“ der Friedensnobelpreis zuerkannt.
Innenpolitisch kam es im Jahr 2020 verstärkt zu Konflikten und die für August 2020 angesetzte Parlamentswahl wurde vom Regierungschef mit Verweis auf die COVID-19-Pandemie bis zum Ende der Pandemie (also auf frühestens 2021) verschoben. Nach Ansicht von Awol Allo, Dozent an der Keele University, will Abiy den föderal strukturierten Vielvölkerstaat in einen Zentralstaat umwandeln und entsprechend die Rechte der Regionen verringern; er wolle damit Äthiopien zu alter Größe zurückführen und propagiere den Slogan „MEGA – Make Ethiopia Great Again“.
Nachdem der äthiopische Sänger Hachalu Hundessa im Juni 2020 einem Anschlag zum Opfer gefallen war, kam es in Äthiopien zu Ausschreitungen, bei denen mehr als 160 Menschen, teilweise von staatlichen Sicherheitskräften, getötet wurden. Mehr als 10.000 Menschen flohen vor der Gewalt.
Gegenüber dem Volk referierte Abiy im Dezember 2020, dass Äthiopien im Jahr 2050 eine von zwei Großmächten auf der Erde sein werde. Abiys Weltsicht ist laut Insidern durch eine Religion, die von einer äthiopischen evangelikalen Kirche propagiert wird, geprägt. Ein enger Berater von Abiy ist der Diakon Daniel Kibret. Dieser verglich die Bewohner der Tigray mit dem Satan und forderte ihre Auslöschung.
Laut einer im Februar 2021 vorgenommenen Einschätzung von Alfred Schlicht versucht Abiy Ahmed, der selbst durch die Tigray gefördert wurde, den Kreislauf wechselnder Dominanz der Ethnien im äthiopischen Staat zu beenden. Nach Ansicht der Chefredakteurin des Addis Standard, der tigray-stämmigen Tsedale Lemma, war die Auszeichnung mit dem Friedensnobelpreis ein Grund, warum Abiy vom Reformkurs abgewichen ist. Im Dezember 2020 wurden ausländische Journalisten bzw. Reporter des Landes verwiesen, die über landesweite und systematische Diskriminierung von tigray-stämmigen Bürgern und eine staatliche Verfolgung von Oppositionellen in Äthiopien berichtet hatten.

##### Rolle in der Tigray-Rebellion
Im September 2020 hielt die Regionalregierung in Tigray unter Führung der Volksbefreiungsfront von Tigray (TPLF) und gegen die Weisung der Bundesregierung Wahlen ab, deren offizielles Ergebnis ca. 98 % Wahlbeteiligung und 98,2 % der Stimmen für die TPLF verbuchte. Im November 2020 entsandte Abiy die äthiopischen Streitkräfte nach Tigray, nachdem die hochgerüsteten Milizen der Regionalregierung der TPLF mehrere Militärstützpunkte gekapert hatten, und setzte dort eine Übergangsregierung ein. Bei der Rückeroberung der abtrünnigen Region wurde die äthiopische Regierung durch eritreische Streitkräfte unterstützt.
Die äußerst schwierige Versorgungslage in Tigray im Zuge des bewaffneten Konflikts mit einer imminenten Hungersnot wurde von tigrayischer Seite als Resultat einer Blockade durch die Bundesregierung kritisiert, wofür sich allerdings in einer Untersuchung unter Beteiligung der UN keine Belege fanden. Die durch Abiy eingesetzte Übergangsregierung Tigray organisierte die Verteilung von Hilfsgütern in der Region, bis sich die Regierung im Ende Juni 2021 aus der Region im Zuge schwerer Kämpfe mit TPLF-Milizen zurückzog und einen „humanitären Waffenstillstand“ erklärte, um Bauern die Nutzung der Anbausaison zu ermöglichen. Die TPLF-Verbände eroberten mit der Begründung, die „Blockade Tigrays brechen“ zu wollen, bis November 2021 weite Gebiete der Regionen Afar und Amhara, um letztlich mit der Splittergruppe Oromo Liberation Army die Regierung Abiy zu stürzen. Am 10. August 2021 rief seine Regierung zu einer Generalmobilmachung aller Äthiopier gegen die TPLF auf und begab sich am Ende November 2021 selbst an die Front, um die loyalen Verbände zu leiten. In der Folge erzielten die äthiopischen Streitkräfte mit regionalen Milizen rasche Geländegewinne und hatten bis Weihnachten die stark geschwächten tigrayischen Kämpfer in ihre Heimatregion zurückgedrängt. Im Januar 2022 schätzten die Vereinten Nationen die Zahl der im Zuge des Tigray-Konflikts Vertriebenen auf mehrere Millionen Menschen, die meisten davon in den Regionen Afar und Amhara. Vor dem Konflikt waren im chronisch ernährungsunsicheren Tigray bereits 1,8 Millionen Menschen auf Hilfe angewiesen, allerdings konnten tigrayische Bauern 2021 eine gute Ernte einfahren. Recherchen von Amnesty International führten zu einem ausführlichen Bericht über das Ausmaß der sexuellen Gewalt im Konflikt und bezeichneten diese als Kriegsverbrechen und Verbrechen gegen die Menschlichkeit. Obwohl die äthiopische Regierung Amnesty eine fehlerhafte Methodologie (Telefoninterviews mit einer geringen Zahl von Betroffenen) vorwarf, autorisierte sie eine Untersuchung durch die Menschenrechtsorganisation der Vereinten Nationen mit der äthiopischen Menschenrechtskommission. Verbrechen nach der Expansion der tigrayischen Streitkräfte mit großräumigen Zerstörungen wurden in diesem Bericht noch nicht erfasst, eine umfassende Aufarbeitung der Menschenrechtsverletzungen stand im Januar 2022 noch aus.

##### Umweltpolitik
Als Ministerpräsident setzt sich Abiy Ahmed intensiv für eine lebenswerte Umwelt in Äthiopien ein. Dazu gehört ein starkes persönliches Engagement für die Aufforstung und für die Verschönerung städtischer Räume durch Anlage von Parks, darunter der Unity Park in den zuvor abgeriegelten Palastanlagen von Addis Abeba und der Entoto Park in den Bergen von Addis Abeba.

##### Wiederwahl 2021
Die Parlamentswahl im Juni 2021, der große ethnisch-orientierte Oppositionsparteien aus Protest gegen die Inhaftierung von Parteiführern fernblieben, wurde durch die lange Zeit aus politischen Gründen inhaftierte Richterin Birtukan Mideksa organisiert und zeichnete sich durch hohe Beteiligung der Bevölkerung aus. Wegen des fehlenden Zugangs der Bundesverwaltung zu Tigray wurde die Wahl dort nicht durchgeführt und auch in anderen Regionen nachgeholt. Die Prosperity Party von Ministerpräsident Abiy gewann die meisten Mandate im Parlament.
Im Oktober 2021 wurde Ahmed für eine zweite Amtszeit vereidigt und berief angesichts der jungen Demokratisierung des Landes drei führende Politiker verschiedener Oppositionsparteien auf Ministerposten.
Angesichts der großen Konflikte im Land, besonders der kriegerischen Auseinandersetzung im Norden, betonte Abiy die Notwendigkeit der nationalen Versöhnung und eines Dialogprozesses zu einem neuen Gesellschaftsvertrag, der durch eine parlamentarisch mandatierte „nationale Dialogkommission“ gefördert werden soll.

#### Zweite Amtszeit
Im Jahr 2024 ließ Ahmed unter dem Namen Chaka Project den Bau eines neuen Präsidentenpalastes mitsamt eigener Satellitenstadt (ein insgesamt 500 Hektar großes Areal, „größer als Windsor, das Weiße Haus, der Kreml und die Verbotene Stadt zusammen“) für angeblich zehn Milliarden US-Dollar in Addis Abeba beginnen. In jener Stadt war laut UNO zwischen 2016 und 2022 die Armutsquote von 18 Prozent auf rund ein Viertel der Bevölkerung gestiegen.

## Auszeichnungen
- 2019: Hessischer Friedenspreis für die Beendigung des langen und blutigen Konflikts in seiner Heimat[49]
- 2019: Friedensnobelpreis